# Молодцов, Дмитрий Семёнович
Дмитрий Семёнович Молодцов (1908—1943) — советский военнослужащий, красноармеец, связист взвода связи 270-го стрелкового полка 136-й стрелковой дивизии. Герой Советского Союза. 13 января 1943 года в боях за Синявинские высоты закрыл своим телом амбразуру дзота.

## Биография
Родился в 1908 году в д. Плешки в семье крестьянина. Окончил начальную школу. Работал в колхозе. С 1939 года жил в Ленинграде, работал старшим механиком шхуны «Знаменка» Балтийского спецуправления дноуглубительных работ.
В действующей армии с 1941 года. В бою у деревни Марьино Кировского района Ленинградской области 13 января 1943 года, подобравшись к дзоту, гранатами заставил замолчать пулемёт противника. Но когда рота перешла в атаку, пулемёт заработал снова. Не имея гранат, Молодцов закрыл своим телом амбразуру дзота, чем способствовал выполнению боевой задачи. 
Звание Героя Советского Союза присвоено 10 февраля 1943 года посмертно.
Навечно зачислен в списки части.
Похоронен на Марьинском гражданском кладбище городе Кировска Ленинградской области.

## Награды и звания
- Медаль «Золотая Звезда»
- Орден Ленина

## Память
- Посёлок в Кировском районе и школа в городе Зеленогорске носят имя Героя.
- Именем Д. С. Молодцова названа улица в городе Сертолово Ленинградской области.
- Комната боевой славы Сертоловской средней школы №1 Всеволожского района Ленинградской области посвящена его подвигу
- Навечно зачислен в списки воинской части.